# ミラノ・ジュゼッペ・ヴェルディ交響楽団
ミラノ・ジュゼッペ・ヴェルディ交響楽団（イタリア語：L'Orchestra Sinfonica di Milano Giuseppe Verdi、愛称：LaVerdi）は、イタリアのミラノを拠点とするオーケストラ。

## 概要
1993年、ソビエト連邦出身でイタリアに帰化した指揮者ヴラディミル・デルマンによって創設された。また、1998年にはオーケストラに所属するミラノ・ジュゼッペ・ヴェルディ合唱団が、2008年には古楽専門オーケストラであるラ・バロッカ（LaBarocca）が同組織内に創設された。
主にイタリア国内の若手演奏家を中心に編成され、1999年にリッカルド・シャイーが音楽監督（後に桂冠指揮者）に就任したことでオーケストラの基礎が固められた。2002年より海外公演をスタートさせ、レコーティングも積極的に行なっている。ミラノ・イタリア放送交響楽団解散後のミラノにおけるシンフォニー・オーケストラの中心として、幅広いレパートリーの演奏を続けている。

## 音楽監督
- リッカルド・シャイー (1999-2005) - 退任後、桂冠指揮者に就任
- シャン・ジャン（英語版） (2009-2016)
- クラウス・ペーター・フロール (2017-2022)
- エマニュエル・チェクナヴォリアン (2024-  )[1]

## 録音
主なレコーディングは、シャイーによるロッシーニやヴェルディ、プッチーニの管弦楽曲などのイタリア物はもちろん、オレグ・カエターニによるショスタコーヴィッチの交響曲全集、ジョン・アクセルロッドによるブラームス・シリーズなど数多い。